# 余瓚 (成化進士)
余瓚（1437年—？），字宗震，一字宗鎮，直隸丹徒縣人，京衛籍。明朝政治人物。同進士出身。

## 生平
順天府鄉試第三十五名。成化二年（1466年）丙戌科會試第二百九十七名，殿試登進士第三甲第一百五十六名。历任户部员外郎，升任真定府知府，改湖廣黄州府知府。

## 家族
曾祖余文。祖父余淵。父亲余成。